# Tugdual de Kermoysan
 (octobre 2014).
- Si vous ne connaissez pas le sujet, laissez ce bandeau (vous pouvez alors contacter les auteurs).
- Si vous supprimez le contenu mis en cause (vous pouvez préalablement contacter les auteurs),

argumentez précisément cette suppression dans la page de discussion
(un manque de référence n'est pas un argument ; une recherche réelle de référence doit avoir été effectuée, être formellement documentée).
 (janvier 2013).
Tugdual de Kermoysan est un seigneur breton, capitaine de gens d'armes et de trait, compagnon d'arme de Jeanne d'Arc et d'Arthur de Richemont, au service du duc de Bretagne Jean V, puis escuyer et conseiller militaire du roi de France Charles VII.
Né à Saint-Gilles-les-Bois (devenue Saint-Gilles-Le Vicomte / Pommerit-le-Vicomte), dans l'actuel département des Côtes-d'Armor, il est issu des seigneurs du Goasmap et du Rumeur. Il participe aux principaux événements militaires de la reconquête de la France, notamment au siège d'Orléans aux côtés de Jeanne d'Arc en 1429, et à la reconquête de la Normandie (bataille de Formigny). Il est tué en 1450 au siège de Cherbourg.

## Début de carrière militaire
La famille de Kermoysan est l'une des plus anciennes de Bretagne. On ne connaît pas très précisément la date de naissance de Tugdual de Kermoysan. Ce qui est certain, c'est qu'il naît sur les terres de sa famille, à la fin du XIVe siècle, au château du Goasmap. Son père, Yvon, a eu quatre enfants : trois garçons, l'aîné, Jean (chevalier en 1409, qui épouse Amicie de Kermeur), le puîné Yvon, le cadet Tugdual, et une fille, Mahaut. Yvon, le puîné, apparaît dans une montre de la retenue de l'amiral de Bretagne Jean de Penhoët, le 27 juin 1420. Le cadet, Tugdual, se tourne vers la carrière des armes, et se forge une bonne réputation comme jeune écuyer sous la bannière de l'amiral Jean de Penhoët.
Selon Alexandre Mazas dans son ouvrage Vie des grands capitaines français du Moyen Âge (tome VI), Tugdual assiste, très jeune, à la bataille de Roosebeke, qui oppose le 27 novembre 1382 une troupe de miliciens Flamands, commandés par Philippe van Artevelde, à l'ost français conduit par Charles VI, et commandé par Olivier V de Clisson. Il peut paraître surprenant que Tugdual ait assisté à cette bataille, alors qu’il périt en 1450 au siège de Cherbourg. Cependant, l’histoire retient qu’il était, à Cherbourg, le plus vieux de tous les capitaines bretons, et il était vraisemblablement aussi le plus vieux de tous les capitaines de l'ost français.
Après avoir fait ses armes avec l'amiral de Penhoët, Tugdual rejoint Arthur de Richemont. Celui-ci, futur connétable de France et duc de Bretagne sous le nom d'Arthur III, a en effet été armé chevalier le 21 mai 1414, avant de monter à l'assaut de Soissons. Né le 24 août 1393, il a alors 21 ans. Il forme rapidement sa propre compagnie. C'est pour la campagne d'Azincourt (1415) que nous trouvons la première mention de celle-ci. Il y commande un corps de 500 chevaliers ou écuyers, dont un grand nombre périront pendant cette campagne.
Tugdual participe très certainement à la bataille d'Azincourt, le 25 octobre 1415, sous la bannière de Jean de Penhoët, aux côtés d'Arthur de Richemont, qu'il a rejoint parmi les 500 chevaliers et écuyers bretons des troupes royales. Le contingent breton combat à l'avant-garde.
Cette bataille se solde par 10 000 morts côté français, dont 800 nobles, et 1 500 prisonniers. Le jeune Richemont, retrouvé blessé sous un monceau de cadavres, est emmené par Henri V en Angleterre avec les autres captifs. Richemont restera prisonnier jusqu'à la mort d'Henri V (31 août 1422). Tugdual quant à lui, n'a pas péri et n'a pas été fait prisonnier. Richemont captif en Angleterre, Tugdual passe au service du duc de Bretagne, Jean V.
Le 1er juin 1416, Tugdual est capitaine à Montivilliers près du Havre ; il commande une compagnie d'hommes d'armes qui compte neuf autres écuyers. Il accompagne très vraisemblablement l'amiral et Jean V, duc de Bretagne, traité par le roi en ami, lorsqu'à l'automne 1419, ils font à pieds le Tro Breizh (tour de Bretagne ou pèlerinage des sept saints fondateurs). C'est à cette époque qu'il passe au service du dauphin, le futur roi Charles VII.
En 1420, le dauphin (futur Charles VII), l'envoie à Melun pour défendre la ville contre les Anglais et les Bourguignons, sous les ordres d'Arnault Guilhem de Barbazan, chambellan du roi et sénéchal d'Agenois et de Gascogne. Le siège commence le 7 juillet 1420. Cette place, qui barrait l’accès de Paris par la Seine, était d’une grande importance. Barbazan y commande pour le dauphin. Les Anglais élèvent dans la galerie de mine une forte barrière de bois. C’est une simple cloison, à hauteur de la ceinture d’homme. Dans cette lice souterraine, les deux parties belligérantes descendent journellement et accomplissent des joutes ou passes d’armes aux flambeaux. Chacun des deux généraux y crée des chevaliers, comme il était coutume de le faire à l’occasion des sièges en rase campagne. Henri de Lancastre ne dédaigne pas de participer de sa personne à ces prouesses militaires. Le duc de Bourgogne (Philippe III) accepte pour adversaire messire Tugdual de Kermoysan, qui a l'honneur de croiser le fer avec lui, alors que ce dernier n'est pas encore chevalier. Henri V croise quant à lui le fer avec le seigneur de Barbazan.
Malgré ces prouesses, la ville est prise et Tugdual est fait prisonnier. Il doit payer une rançon pour recouvrer la liberté. Tugdual de Kermoysan, après avoir recouvré la liberté, la même année, est gouverneur de Montaiguillon, l'une des plus puissantes forteresses de la Brie, qu'il défend contre le duc de Bourgogne et le roi d'Angleterre. Sa réputation franchit rapidement les limites du duché de Bretagne.

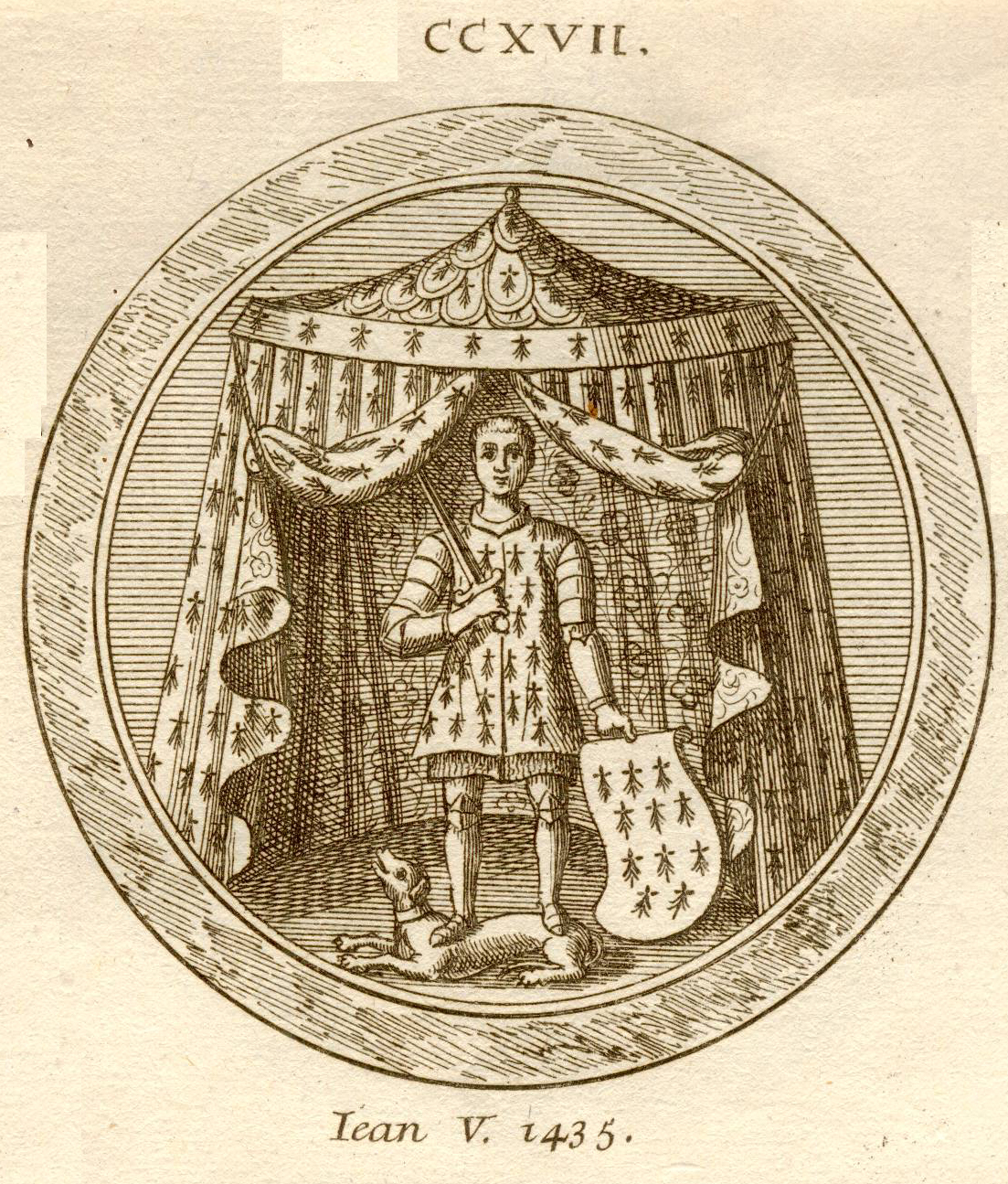
Sceau de Jean V de Bretagne.

Le 12 février 1420, Marguerite de Clisson, héritière des Blois, attire Jean V de Bretagne dans un guet-apens et le retient captif au château de Champtoceaux. Pour libérer le duc, son épouse Jeanne de France, fille du roi Charles VI, fait appel aux bretons de Bretagne et charge Tugdual de recruter ceux qui servent en France.
Il est au nombre des 143 seigneurs qui assiègent Champtoceaux avec l'armée bretonne de mai à juillet 1420. Tugdual de Kermoysan et Jean Budes enferment les secours anglais dans la place. Ils ont la garde du pont. Les Anglais se rendent après une quinzaine de jours. Ils obtiennent leur capitulation.
En 1421, Tugdual, entré au service du roi de France, rejoint son compatriote Prigent de Coëtivy, alors lieutenant du roi en Champagne et futur Amiral de France. Ils harcèlent et fatiguent tous deux beaucoup les Anglais et les Bourguignons jusqu'en Brie, et se retirent en sa[Qui ?] place forte de Montaiguillon pour tenir garnison. Le comte de Salisbury Thomas Montaigu les y assiège. Malgré une vaillante résistance, à court de vivres, ils sont contraints de se rendre et faits prisonniers. Tugdual doit de nouveau payer une rançon pour retrouver sa liberté.
En 1423, Tugdual de Kermoysan et Prigent de Coetivy sont à nouveau défaits près de Mouzon[Laquelle ?].
Le 6 octobre 1424, Jehan et Tugdual de Kermoysan accompagnent le duc Jean V de Bretagne et Arthur de Richemont à Angers : Richemont fait office d'ambassadeur entre Jean V et Charles VII de France. Il est accompagné de 9 chevaliers bannerets, 12 chevaliers, et un nombre important d'écuyers, au total 179 gens d'armes, qui sont payés et soldés pour un mois.

## Le siège d'Orléans
Au mois d'avril 1429, Jean de Dunois, comte de Dunois, et le maréchal Gilles de Rais demandent des braves pour conduire un convoi à Orléans. Tugdual de Kermoysan est au nombre des huit volontaires qui partent pour Orléans. Il est qualifié d’"Escuyer du roy" et y est nommé "Thudual de Kermoisan", dit le Bourgeois, capitaine de Montécler", et est à la tête d'une compagnie de 15 hommes d'armes et 11 hommes de trait (archers) selon les comptes de maître Hémon Raguier, trésorier du roi.
Richemont décide d'envoyer Kermoysan en avant, « en ambassade ». Tugdual fait donc partie de l'armée de renfort qui arrive à Orléans le 4 mai. 
Il tente une sortie le 5 mai, monte à l'assaut des Tourelles le 7 mai, et participe à la bataille rangée qui refoule les Anglais vers Meung : 
L'assaut final est en effet donné dans la matinée du 7 mai : Tugdual se bat avec ses hommes en compagnie du duc d'Alençon et Jamet du Tillay, La Hire (Étienne de Vignolles), Poton de Xaintrailles, le comte de Vendôme, le maréchal de Saint-Sévère (Jean de Brosse), et Florent d'Illiers, aux côtés de Jeanne d'Arc.
Il est remarqué comme " un vaillant gentilhomme dès lors bien renommé, appelé Thudual de Carmoisien, dit le Bourgoys, de la nation de Bretagne ". Le soir même les tourelles sont aux mains des Français. Le 8 mai au matin les troupes anglaises lèvent le siège et battent en retraite (entre 300 et 600 hommes morts ou pris). Le capitaine La Hire et Ambroise de Loré chevauchent à leur poursuite avec cent ou 120 lances. 
Le Manuscrit du Mystère du siège d'Orléans, écrit peu après la délivrance de la ville, raconte qu'après la prise d'Orléans, les grands seigneurs essayent de convaincre Tugdual d'accepter la charge et l'honneur de garder la ville.
Tugdual après les avoir remerciés de l'honneur et de la confiance qu'ils lui témoignent, s'y refuse. Florent d'Illiers et Jeanne d'Arc l'en supplient : « Ca Messire, Y vous fault garder cette place, vous estes Chevalier loyal et de chascun estes en grace... ». 
Kermoysan fini par accepter : « combien pour la chose conduire en sont cy de plus suffisant, et plus savant, je le veil dire, mais vous veil estre obeissant... ». 
Le 11 juin, l'armée quitte Orléans avec environ 800 combattants. 

### Arrivée de Richemont
Vers le 15 juin, Arthur de Richemont, parti de Parthenay malgré l'interdiction du roi, mal conseillé par son favori Georges de La Trémoille, approche de Beaugency, sur la Loire, à 30 km au sud-est d'Orléans où se trouve Jeanne d'Arc.
Tugdual s'en va rejoindre l'armée de Richemont (400 lances soit au moins 2 400 hommes et 800 archers) qui approche de l'armée française.
Richemont apporte à Charles VII l'autorité de son nom et de son épée si justement redoutée des Anglais[réf. nécessaire]. Tugdual est envoyé vers la Pucelle en « parlementaire » avec Pierre de Rostrenen pour préparer son arrivée. Jeanne, qui se conforme aux instructions du roi, se prépare en effet à lui livrer bataille… Kermoysan et Rostrenen reviennent annoncer que Jeanne va venir le recevoir à coups d'épée :
« Eh bien ! », répond l'obstiné Breton, « s'ils viennent, on les verra », et il continue sa marche en avant. Au sortir de Parthenay, La Jaille apporte à Richemont ce message du roi : « retournez en arrière ou le roi vous combattra ».
La rencontre a lieu entre Jeanne d'Arc et Richemont. L'histoire a retenu ces célèbres mots de Richemont à l'adresse de Jeanne d'Arc :
« Je ne scaye si vous estes de par Dieu ou non. Si vous estes de par Dieu, je ne vous crains en rien, car Dieu scayt mon bon vouloir. Si vous estes de par le diable, je vous crains encore moins. ».
Fort heureusement, un accord est trouvé : l'apport des forces de Richemont double l'effectif de l'armée, qui conserve un double commandement : le comte d'Alençon (lieutenant général du dauphin Charles) et Jeanne continuent de commander les Français, et Richemont les Bretons.

## Suites de la guerre

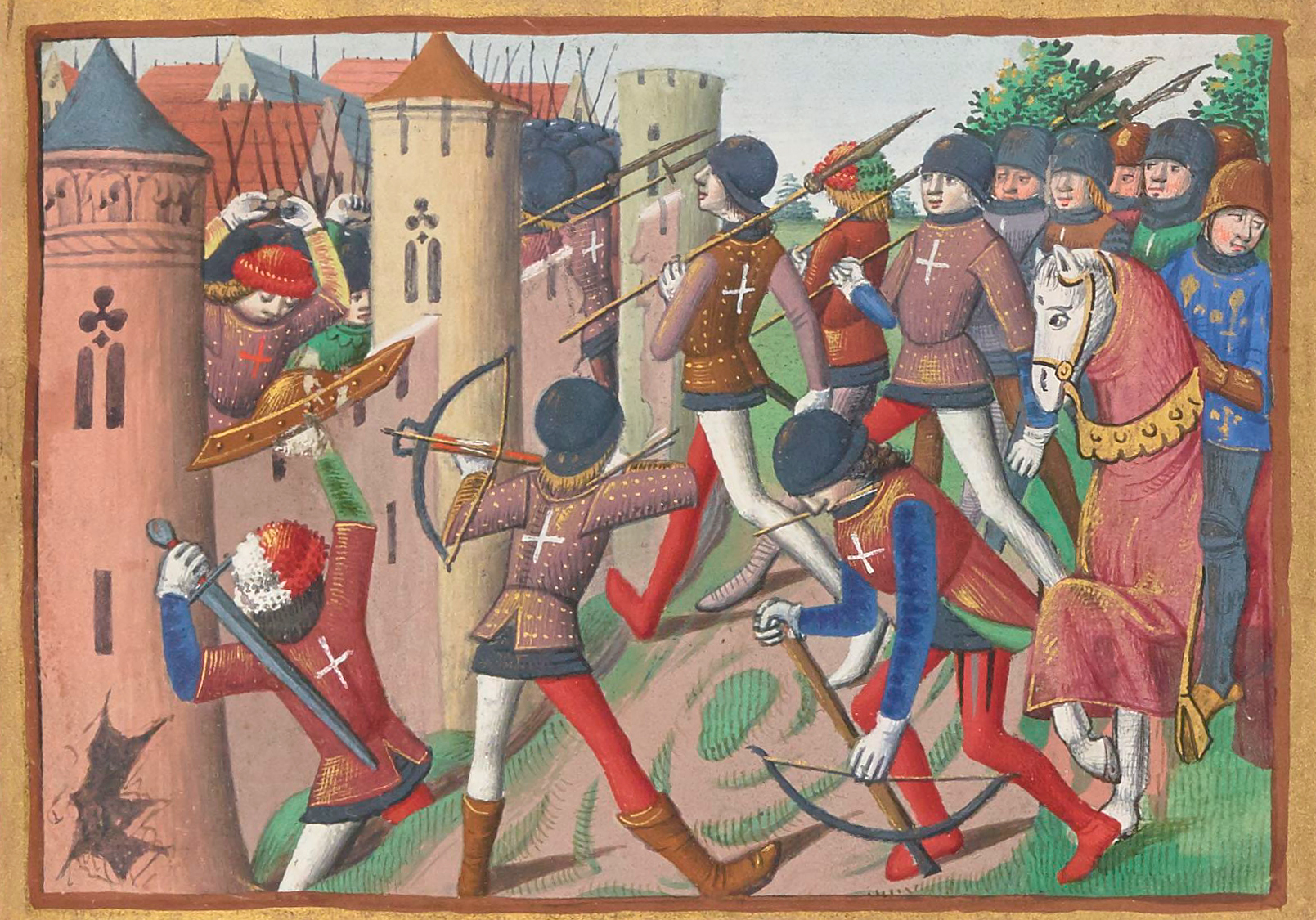
Bataille de Jargeau (enluminure de 1508)

Au siège de Jargeau (18 juin 1429), Tugdual combat dans les rangs des Français. L'armée est composée des lances amenées par Jean II d'Alençon, le comte de Vendôme, le Bâtard d'Orléans, le maréchal de Boussac (Jean de Brosse, seigneur de Sainte-Sévère), le capitaine La Hire, messire Florent d'Illiers, Jamet du Tillay et "Messire Tugdual de Kermoysan". Dès le lendemain, les assiégeants font avancer les machines et les bombardes. 
Il y a peine quatre heures que les hommes s'efforcent lorsque Jeanne d'Arc, bannière à la main, monte sur une échelle appuyée à la douve, le mur est escaladé. La ville cède, est entièrement saccagée, et les Français n'ont pas perdu 20 hommes.
De là, Beaugency est à son tour assiégée et prise, puis les Anglais sont bousculés à Patay au nord d'Orléans. Il y a là Boussac, d'Albret, Laval, Lohéac, Chauvigny...  Tugdual charge vaillamment. La déroute anglaise à Patay est totale, ils abandonnent leur matériel. 
Après cette brillante victoire, les Français pillent Meung-sur-Loire.
Puis c'est la reddition de Troyes le 10 juillet. À la suite de ces succès, le sacre de Charles VII est décidé. Le 29 juin, il part de Gien escorté de Jeanne d'Arc et de ses capitaines, parmi lesquels figure toujours Tugdual de Kermoysan. La marche triomphale se poursuit vers Reims, où le roi est sacré le 17 juillet 1429. Tugdual assiste au sacre de Charles VII, aux côtés de Jean de Brosse, maréchal de Boussac, de Jean de Graville et de Gilles de Rais.
Il est nommé peu après capitaine de Janville[Laquelle ?]. Dès lors, il ne cesse de poursuivre des missions périlleuses, montant toujours le premier à l'attaque. L'assaut de Paris est tenté mais échoue. Peu après, l'armée est licenciée et les troupes royales se contentent désormais de garder le terrain reconquis.

### Siège de Saint-Denis
La même année, Arthur de Richemont charge le maréchal de Rieux, et les gens de guerre suivant sa bannière, de s'emparer de Saint-Denis que les Anglais tiennent depuis plusieurs années. La ville est prise, par escalade, par Liscoet, Kermoysan, Mériadec, Coetivy et Dunois (dit le bâtard d'Orléans). Kermoysan, sous les ordres de celui-ci, monte le premier à l'assaut. La ville tombe peu après.
Les Anglais, qui tiennent toujours Paris, s'inquiètent de la présence de la garnison bretonne qui menace leurs lignes de communication : ils viennent assiéger la ville. Le maréchal de Rieux, secondé par Tugdual, « l'habile ingénieur », tient un mois et demi mais doit finalement céder aux Anglais le faubourg dit « de Pontoise ».
Le soir même, un habile coup de main dirigé par Tugdual les en déloge : il prend cinq hommes avec lui pour cette sortie téméraire. Il demande au maréchal d'être accompagné d'au moins deux Bretons, et sort de la ville avec Jean Budes, Hector de Meriadec, et trois autres volontaires, le sire de La Barre, Rolland l'Abbé et Gilles de Mareuil. Après être passés sur une petite planche « qui n'avait pas six pieds de large », ils assaillent les Anglais surpris, et se rendent maîtres du faubourg, prennent les uns et font fuir ceux qui le gardaient.
En 1436, Richemont fait don à Tugdual de "14 escus, 15 s.tournoi, 20 livres tournois" (10 avril 1436, comptes du receveur général de toutes les finances de Champagne) pour être venu en sa compagnie d'Orléans jusqu'à Paris où ils ont accompagné Madame de Guyenne. Marguerite de Bourgogne, duchesse de Guyenne et fille de Jean sans Peur, avait épousé Arthur de Richemont en 1423.
Arthur de Richemont marche maintenant sur Paris, cependant que les Anglais ont ravagé et occupent à nouveau Saint-Denis, tenant la tour du Salut. Le maréchal de Rieux y est assiégé par Thomas de Scales, Talbot et Willoughby. Tugdual seconde le maréchal de Rieux, avec Regnault de Saint-Jean et L. de Vaucourt (qui périrent tous deux pendant ce siège). 
Le connétable de Richemont s'y présente suivi de 6 000 hommes. Son armée est divisée en plusieurs corps, dont il répartit le commandement entre Pierre de Rostrenen, Kermoysan et Lille-Adam.
Kermoysan commande l'avant-garde, composée d'environ 300 hommes qu'il lance dans la plaine de Saint-Denis. L'accompagnent Mahé Morillon et Foucaud de Lescoulouarn. Les sentinelles anglaises donnent l'alarme et aussitôt 800 Anglais "saillent à l'escarmouche". Le choc a lieu au ruisseau de la Briche, près d'Épinay. Puis le gros de l'armée anglaise arrive, et Tugdual voyant une si grande compagnie, les Anglais étant bientôt 10 fois plus nombreux, demande du renfort et envoie un messager, Pierre de Rostrenen, au connétable. Celui-ci, demeuré près de Pontoise, s'apprête à se mettre à table. Lille-Adam, qui connaît bien la région, s'adresse au connétable : « Par ma foy, Monseigneur, si vous aviez 10 000 hommes de plus, vous ne leur feriez nul déplaisir en la place où ils sont ». Cependant que le combat opiniâtre s'est déjà engagé près d'Épinay, le connétable se lève de table : « Si ferons, si Dieu plaist, Dieu nous aidera ». Il fait sonner ses trompettes et saute en selle pour presser ses gens. Il part avec 160 lances rangées autour de son étendard porté par le sire de Broons, Henri de La Villeblanche. Au fur et à mesure que ses troupes arrivent, il les pousse en avant avec Rostrenen. Rostrenen et de la Villeblanche rejoignent vite Tugdual de Kermoysan.
Tugdual entretient le combat, les Anglais, protégés par le ruisseau, gardent un pont, le pont du ruisseau de La Briche, par où les Bretons peuvent les attaquer. Tour à tour, ils prennent et reprennent ce pont. Rostrenen et le sire de Broons mettent pied à terre près du pont. Lille-Adam manque d'être tué ou pris, et ses hommes doivent reculer de deux traits d'arc, quand survient le connétable par des cheminements couverts. Les charges des hommes de Tugdual, à pied et à cheval, sont d'une telle impétuosité que les Anglais sont rompus et mis en déroute. La poursuite se prolonge jusqu’au pied des murailles de Paris où il y a bel effroi. La tour du Salut est assiégée aussitôt. Beaumont doit rendre son épée à Rostrenen. Une partie de fuyards s'enferme dans la tour du Venin. Ils y sont immédiatement assiégés. Le 13 avril 1436, Paris est délivré. Entre sept et huit heures du matin, Arthur de Bretagne, comte de Richemont et connétable de France, y entre par la porte Saint-Jacques, accompagné par Jean de Dunois, bâtard d'Orléans, et Jean de Villiers, seigneur de Lille-Adam, avec 2 000 chevaliers, écuyers, et gens de guerre, ordonnés par le roi Charles VII, pour mettre la ville en son obéissance. Ils se rendent incontinents à Notre-Dame de Paris rendre grâce à Dieu.
En février 1437, Tugdual est qualifié de « capitaine de gens d'armes et de trait » et se voit confier la garde de la capitale, notamment celle de Saint-Denis.

### Siège de Montereau
Au début de juillet 1437, le siège est mis devant Montereau-Fault-Yonne. Tugdual y est qualifié « capitaine de Janville ». Son expérience en matière de siège est reconnue, et il est chargé des travaux d'approche (assèchement des fossés, galeries couvertes, tranchées et postes d'artillerie) : il décide de jeter un pont sur l'Yonne, et un autre sur la Seine, de détourner les eaux de l'Yonne qui remplissaient les fossés, d'ouvrir des tranchées, de percer des galeries couvertes et de mettre au plus vite des canons en batterie. La nuit même de son arrivée, il creuse un fossé large et très long établit des gabions et commence les travaux d'approche. Fidèle à sa devise, il ne faillira pas, il veille toute la nuit pour accélérer les préparatifs. Aidé de l'artilleur Jean Bureau, il dirige tous ces travaux « avec une habileté remarquable »[réf. souhaitée].
Un premier assaut échoue le 10 octobre, car les eaux sont encore trop profondes. Arthur de Richemont fait construire un bateau armé pour passer le fossé : Tugdual est monté à la tête des Bretons, mais dans leur ardeur, ceux-ci, qui s'y précipitent tous à la fois, font chavirer le bateau qui s'enfonce...
Beaucoup manquent de se noyer, mais Tugdual trouve le moyen de lever une échelle, monte sur la muraille, et atteint le premier le haut du rempart.
Tandis qu'il combat avec vigueur ceux de la place, une volée de canon est tirée des batteries françaises et abat le pan de muraille, qui vole en éclats. Kermoysan est précipité tout sanglant dans le fossé avec les débris du mur, laissé pour mort. Tous ceux qui combattaient contre lui sont tués. Est-ce une leçon que les gens du roi ont voulu donner aux Bretons ? (« les Bretons se distinguèrent dans ce siège par tant de marques de valeur extraordinaire que les Français en conçurent de la jalousie »). Les batteries françaises ont réussi à lui ôter la gloire d'entrer le premier dans la place. Mais Pierre de Rostrenen et Eustache Gruel firent aussi des merveilles à ce siège, et d'autres assaillants l'avaient suivi et poursuivaient son action, ils pénétrèrent de toutes parts dans la place, rejoints par le roi de France qui les animait de sa présence et de son exemple... On y vit plusieurs chevaliers entre lesquels Jehan de Malestroit, Geffroi de Couvran, Simon de Lorgeril, Jean de Broon, Olivier Giffart, Olivier de Coetivy, Jean Budes, Guillaume de Vendel, Hector de Mériadec, tous de l'hôtel du connétable, et Bretons. La place est prise.
Remis de ses blessures, Tugdual est capitaine de Pierrefonds puis de Saint-Germain-en-Laye pour 8 mois. De nouveau à Saint-Denis, avec 20 hommes d'armes et 40 hommes de trait, il reçoit 2 712 livres tournois pour un quart d'an).

### Années 1440
Le 14 août 1439, Meaux, détenue par les Anglais, est assiégée par Arthur de Richemont lorsque 7 000 combattants anglais arrivent pour les déloger. Tugdual prend la tête du pont, avec ses compagnons Mahé Morillon, Jean Budes (porte-étendard d'Arthur de Richemont), La Barre et Guillaume Gruel. L'assaut est donné avec tant de vigueur que la place est vite emportée. L'attaque est très rude à la porte que gardait Pierre de Rostrenen, et Olivier de Coëtivy y est blessé.
Par lettres royales du 26 mai 1441, Tugdual est nommé capitaine du château de Montéclair, au bailliage de Chaumont. Il participe au siège de Pontoise.
Le 15 juin 1441, en raison de ses obligations limitaires, Tugdual « obtient souffrance d'un an pour faire hommage et bailler par écrit le dénombrement de sa baronnie, château et terre de Croisy, mouvant du Comté d'Evreux, et lui appartenant du chef de sa femme, Marie de Garencières ». En tant qu'escuyer du Roy, il rend hommage à Charles Ier d'Orléans pour sa baronnie du Puiset.
Il est seigneur de Massy et de Croisy, bailli de Troyes, lorsqu'il figure en 1442 à la défense de Dieppe comme lieutenant général du roi sur tous les gens de guerre étant dans la ville, et il concourt avec le dauphin Louis à la prise de la bastille de bois que Talbot avait établie sur la falaise du Pollet et qu'il avait garnie de "grosses bombardes, canons, vuglaires, coulevrines, arbalestes, et grand foison d'autre artillerie, jusqu'au nombre de deux cent canons, que petits, que grands".
En 1443, les Anglais tiennent Dieppe, et sont solidement retranchés dans un fort à proximité de la ville, rendant ainsi la position imprenable. Le gouverneur Charles des Marets et les officiers de la garnison tels que Jaucourt, Briquetot, Longueval, Drouin, d'Ussel, sont renforcés par Guillaume de Coëtivy, frère de l'amiral, et Tugdual de Kermoysan, qui s'y jettent avec cent Bretons déterminés. Le roi étant à Abbeville, non loin de là, avec le comte de Dunois, Louis de Luxembourg et le comte de Saint-Pol, il fait venir Kermoysan pour apprendre de lui en quel état se trouve la place et ce que l'on peut faire pour la délivrer. Sur son rapport, le conseil de guerre décide d'investir le fort, et charge « le vaillant parmi les vaillants » officier de Richemont de mener le combat : Tugdual emmène l'assaut avec 300 combattants et l'emporte le 12 août. Il reçoit la reddition de la ville. Le roi le nomme gouverneur.

#### Mariage
C'est à cette époque, approchant la cinquantaine, qu'il épouse Marie de Garencières, dame de Massy[Laquelle ?], de Villiers-le-Comte et de Croisy, en Normandie. Elle était veuve du chevalier Jean de Gaillon.
Marie de Garencières est la fille de Jean Ier de Garencières, chevalier, grand chambellan du duc d'Orléans, maître de l'hôtel du roi Charles VI, maître des eaux et forêts en Picardie, puis chambellan du roi. Il est cité comme chambellan du duc d'Orléans, dans un  mandement, de Paris, le 27 janvier 1405, mandement portant défense de faire des joutes ou faits d'armes.
Jean Ier fut en 1406 chevalier banneret, au service d'Isabelle de France, fille de Charles VI, veuve de Richard II d'Angleterre, et épouse de Charles Ier d'Orléans. Il devint baron du Puiset, titre qui lui est accordé grâce à la bienveillance du roi. Il est aussi connu pour ses œuvres de « chevalier poète » : il est l'auteur d'un recueil de poésies de son temps. Jean de Garencières fut tué à la bataille d'Azincourt le 24 octobre 1415.
La mère de Marie de Garencières est l'épouse de Jean de Garencières, Jeanne de Villiers.
Par son mariage, Tugdual de Kermoysan devint seigneur de Massy et de Croisy. On ignore le lien de parenté qui pouvait rattacher à Tugdual, Jean de Kermoisan, curé de Massy, entre 1458 et 1466.
Le 26 mai 1447, Kermoysan reçoit du roi une importante somme d'argent « en pur don pour luy aidier à avoir robes et autres habillements (...) pour plus honorablement aler en l'ambassade d'Angleterre en la compaignie de Mgr le Comte de Dunoys », demander la prorogation de la trêve de Tours (conclue en 1444 pour deux ans).
Pendant cette période de paix relative, Kermoysan est gouverneur du comté de Montfort-l'Amaury pour le duc de Bretagne, dont c'est le fief, et porte également le titre de capitaine de Pierrefonds et de Montéclerc (Champagne).
Le 10 juillet 1449, en tant que capitaine de Montécler, il atteste avoir reçu de maître Jehan de Xaincoins, receveur des finances, la somme de 400 livres tournois, que le roi lui a ordonnée pour l'année et la garde de la place. 
À l'original de l'une de ses quittances, du 10 juillet 1449, est appendu son sceau rond, de 36 mm, représentant un écu avec ses armoiries à 7 coquilles d'argent aux 3.3.1, penché et timbré d'un heaume cimé d'une tête d'aigle, supporté par 2 aigles, sur un champ de rameaux, avec l'inscription de son nom et de son surnom. Il y a en outre sa signature autographe : « le Bovrgs de Kermoysan ».
Au commencement de l'année 1450, Tugdual représente le duc de Bretagne François Ier dans l'acte d'acquêt de Houdan.
Arthur de Richemont profite de la trêve de Tours pour réorganiser l'armée royale en créant des troupes régulières d'infanterie (« francs archers »), la cavalerie (compagnies d'ordonnance) et le parc d'artillerie.

## Dernières années
La prise de Fougères par les Anglais de François de Surienne le 24 mars 1449 donne l'occasion à Charles VII d'engager la reconquête de la Normandie (1449).
Trois corps français participent à la campagne : à l'Ouest les troupes bretonnes d'Arthur de Richemont, à l'Est et au Sud les Français sous les ordres de Dunois et du comte de Clermont Jean II de Bourbon. Tugdual participe à la prise de nombreuses villes : Verneuil, Pont-Audemer, Lisieux, Vernon. Pour le récompenser de sa bravoure et de son intrépidité, il est nommé par le roi bailli ou sénéchal de Troyes le 21 janvier 1450.

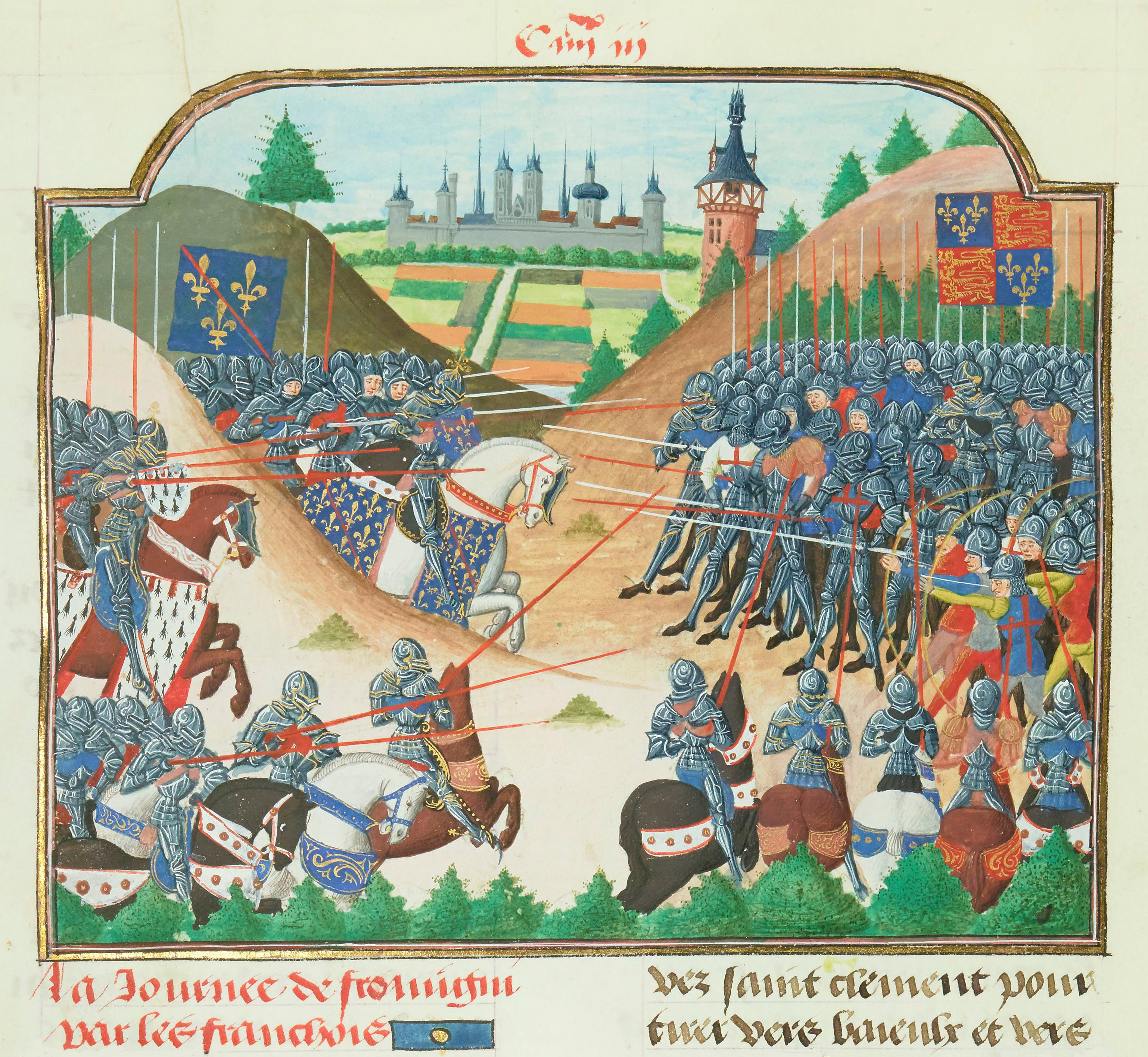
Bataille de Formigny

En mars, les Anglais débarquent à Cherbourg d'importants renforts sous les ordres de Thomas Kyriell, qui s'avance vers Bayeux avec 8 000[réf. nécessaire] hommes. Il rencontre les troupes du comte de Clermont près de Formigny (entre Carentan et Bagneux) le 14 avril 1450. Le comte de Clermont, qui craint d'affronter les Anglais, envoie un messager au connétable pour le prier de venir à son secours. Entre-temps, l'armée est malmenée, et treize cents archers sont en fuite. Les Bretons de Richemont arrivent à la rescousse à la hâte dès le lendemain matin 15 avril 1450. Leur apparition transforme un début de défaite en victoire éclatante : l'avant-garde bretonne emmenée par Tugdual enfonce la réserve de cavalerie des Anglais et disloque leurs lignes. À la fin de la bataille, les Anglais ont perdu trois ou quatre mille hommes, Kyriell est capturé avec douze ou quatorze cents autres, le reste prend la fuite vers Caen.
Tugdual de Kermoysan n’apparaît pas, jusqu’en 1450, au nombre des combattants ou compagnons d’Arthur de Richemont. S'il a combattu à ses côtés, dans ses toutes premières campagnes, il a très vite été incorporé à l’armée du duc de Bretagne et du roi de France. Il y est déjà qualifié d’ "escuyer du roi" en 1416, l’est encore en 1429 à Orléans, et le restera toute sa vie durant, jusqu’à sa mort au siège de Cherbourg en 1450. Il combat sous l’autorité du Duc de Bretagne, le Duc Jean V, et le plus souvent sous les ordres de Prigent de Coëtivy, d’abord lieutenant du roi, puis Amiral de France.  Mais il rejoint Arthur de Richemont, sur les champs de bataille, et monte le plus souvent à  l’assaut avec ses Bretons. Les deux hommes se connaissent bien et s’apprécient. Ils se retrouveront aux batailles de Formigny, et aux sièges de Caen et de Cherbourg. 
En effet, le 13 mai 1450, après la prise d'Avranches, le duc François Ier de Bretagne, tombé malade, rentre en Bretagne. Cela n'interrompt pas les opérations et le duc laisse à Richemont ses meilleurs capitaines, qui se joignent aux chefs de sa compagnie, lorsque celui-ci s’en va rejoindre l’armée royale pour prendre Caen et Cherbourg. Une nouvelle occasion pour Tugdual de Kermoysan de combattre aux côtés de Richemont. Les hommes du duc sont le sire de Malestroit, le maréchal de Montauban, le sire de Guémené et Tugdual de Kermoysan.
Ils rejoignent l’armée française et retrouvent l’amiral de Coëtivy, Geffroy de Couvran, Olivier de Broons et Jean de Rosnyvinen. Ils y retrouvent aussi le maréchal de Lohéac, le comte de Laval, Jean de Brosse (sire de Boussac), et le sire de Derval.
Fin juin, les Bretons sont devant Caen, ils montent les premiers à l'assaut. L'assaut est conduit par Tugdual de Kermoysan et Jacques de Chabannes, auxquels le roi a confié la mission d'effectuer des tranchées et des galeries d'approche : la colonne que commande Kermoysan arrive la première sur la muraille, il fait sauter un pan d'une tour qu'il a lui-même minée, une brèche est ouverte et on se bat à la main. Les Bretons demandent alors au roi l'appui de quelques pièces d'artillerie pour couvrir l'assaut, ce qui eut certainement permis de prendre la ville immédiatement. Mais le roi ne voulut pas que les Bretons (une fois de plus) entrassent les premiers dans la ville, et remportent la victoire et l'honneur de gagner la place.[réf. nécessaire]
Caen capitule le 1er juillet 1450, puis la forteresse de Falaise est prise le 22 juillet. Aussitôt, Richemont marche sur Cherbourg, dernière place encore aux mains des Anglais. Il est suivi par Philippe de Culant, maréchal de France, Guy XIII, comte de Laval et Prigent de Coëtivy, seigneur de Raiz, Amiral de France et capitaine de Granville (il a épousé la fille unique de Gilles de Rais).
À Cherbourg, l'amiral Prigent de Coëtivy et son fidèle compagnon Tugdual de Kermoysan préparent les travaux d'approche. Le siège est mené avec une grande vigueur. L'artillerie y joue un rôle majeur : côté français pour réduire la place et tenter (sans succès) d'empêcher le débarquement des renforts (plusieurs vaisseaux anglais ont débarqué), et côté anglais, pour empêcher les manœuvres et préparatifs des assaillants.
Tandis qu'ils mènent l'offensive, ils sont tués à quelques jours d'intervalle dans une tranchée d'une volée de couleuvrine. Prigent de Coëtivy meurt le 20 juillet 1450 et Tugdual peu avant la prise de la ville, qui survient le 12 août 1450. La mort de Prigent et de Tugdual est une grande perte pour l'armée, et le connétable Arthur de Richemont en est vivement affecté. La victoire de Cherbourg marque la fin de l'occupation anglaise en Normandie.

## Réputation
La modestie de Tugdual n'eut d'égale que la renommée que lui valurent ses états de service :..."Messire Tugdual... très grand ingénieur qui fut excellent capitaine, bailli de Troyes et gouverneur de Dieppe sous Charles VII, et fut tué à Cherbourg".
..." Tugdual de Kermoysan, puisné, fust aussi très heureux dans le mestier de la guerre et acquit la réputation de scavoir soutenir un siège et deffandre une ville mieux que gentishommes de son temps, à cause de quoi il fut surnommé Le bourgeois...". 
Nous ignorons si malgré ses états de service et sa renommée, Tugdual a été "chevalier". En 1449, il prenait en effet encore le titre d'écuyer du Roi, qu'il avait déjà en 1416. Peut-être estimait-il n'avoir qu'un trop mince patrimoine pour tenir cet état ayant acquis plus de gloire que de richesses à l'instar de Jean de Brosse (le maréchal de Boussac). Craignait-il de ne pouvoir satisfaire aux exigences ou aux devoirs de représentation, le voulait-il ?, ou bien tenait-il à ce titre gardé glorieusement pendant 34 ans qui le mettait hors de pair parmi les autres écuyers ? Il était, à Cherbourg, le plus vieux de tous les capitaines bretons.
Tout au long de sa vie, Tugdual n'a jamais manqué à la devise de sa famille : Plutôt mourir que faillir, devise, qui, à un mot près, est aussi celle de la Bretagne, son pays natal. 
De son mariage avec Marie de Garencières, il eut une fille, Jeanne, qui épousera Jean de Gaillon, baron de Croisy en août 1467. Tugdual, avant sa mort, avait fait son testament : il laissait ses biens propres à un neveu de même nom. Avec l'assentiment de sa femme, il y ajoutait un legs, connu par un acte du 12 décembre 1450 portant « offre d'hommage et de profit de rachat pour sa baronnie du Puiset, faite par Yon (yvon) de Kermoysan, écuyer, au nom d'Olive de la Haie, sa femme, nièce et héritière de Tugdual de Kermoisan, dit Le Bourgeois ». Olive mourut en 1458, et en vertu d'une clause de retour, Marie de Garencières reprit possession du Puiset.
À un acte original de Marie de Garencières le 29 juillet 1456, est appendu son sceau, rond, de 30 mm, parti à 7 coquilles d'argent aux 3.3.1, qui est de Kermoysan, et d'un chevronné, qui est de Garencières, avec l'inscription de ses nom et prénom, l'écu surmonté d'un aigle à mi-corps, les ailes déployées (sans doute en souvenir et un hommage à Tugdual).
Marie de Garencières meurt avant la fin d'un procès lié à un blâme donné par elle, à Barthélemy Claustre, un conseiller au parlement, qui s'achève par un arrêt du 13 août 1467. Elle fit de son neveu Brunet de Gaillon, fils de Guillaume de Gaillon, frère cadet de son premier mari, son légataire universel.

## Armes
Écu, plain, de gueules, à 7 coquilles d'argent posées aux 3.3.1, penché et timbré d'un heaume cimé d'une tête d'aigle de Gueules, becquée d'argent.
Support : 
Deux aigles, les têtes contournées, becquées, de gueules, sur un champ de rameaux de gueules, doublé d'argent.

## Devise
« Potius mori quam foedari » (« plutôt mourir que faillir »)

## Sources
- Bulletins et mémoires de la Société d'émulation des Côtes-d'Armor, tome LXV, 1934.
- Pierre de La Haye, Abbaye de Landévennec, monographies éditées et illustrées par Jos Le Doaré, Chataulin, Finistère, 1958.
- Arthur Le Moyne de la Borderie, Histoire de Bretagne tome 3 - Géographie féodale de la Bretagne, avec carte des fiefs et seigneuries, par Arthur de la Borderie, Rennes 1889.
- Allocution prononcée par le révérend père de Forgues pour le mariage du vicomte Tugdual de Kermoysan et de Mademoiselle de Montecler, à Châtres-la-Forêt le 18 mai 1927.
- Traité d'anthroponymie française, Albert Dauzat, professeur à l'École pratique des hautes études, 1977, librairie Guénégaud, Paris.
- La Toponymie celtique, J.M Plonéis, éditions du Félin.
- Noms de famille bretons d'origine toponymique, Francis Gourvil.
- Le Nom, droit et histoire, Anne Lefebvre-Teillard, professeur à l'université de Paris-II, PUF.
- Dom Morice, "comptes Raguier", preuves II, col.1268-1269. Archives nationales.
- Armorial de l'Association d'entraide de la noblesse française (ANF), par Jean de Vaulchier, Jacques Amable de Saulieu, et Jean de Bodinat, ANF éditions du Gui 2004, 712, AG du 29 mai 1948, preuves AR 1321 - 9 mai 1788. Signature d'une protestation de la noblesse de Bretagne, AG du 8 juin 1989, AR 7849 - 26 juillet 1786, Certificat de noblesse pour les sous-lieutenances délivré par Berthier (AN 61 Mi 2).
- Histoire de la Bretagne, " mémoires pour servir de preuves à l'histoire de la Bretagne ", composée sur les titres et les auteurs originaux, par dom Alexis Lobineau, prêtre, religieux bénédictin de la congrégation de Saint Maur, enrichie de plusieurs portraits et tombeaux en taille douce, avec les preuves et pièces justificatives, accompagnées d'un grand nombre de sceaux, tome I, livres 16 (559), 17 (603,604,606,610,611,623,641) et 18 (645,647), Paris, éditions du Palais Royal, MCMLXXIII et chez la veuve François Muguet, premier imprimeur du Roy, du clergé de France, et de son éminence monseigneur le cardinal de Noailles, rue de la Harpe aux trois rois, MDCCVII .
- D'Argentré, Histoire de Bretagne, XVIe siècle.
- Corvaisier-Contamine, Histoire militaire de la France, tome I, Des origines à 1715, sous la direction de Philippe Contamine, PUF, 1992.
- Thomas Bazin, Histoire de Charles VII, par Charles Samaran, classiques de l'histoire de France au Moyen Âge, Paris, société d'édition des belles lettres, 1933.
- CH. d'Héricault et L. Molandon, La France guerrière de Jeanne d'Arc à Henri IV, récits historiques d'après les chroniques et les mémoires de chaque siècle, nouvelle édition 1876, Paris, Garnier frères librairie éditeurs.
- Anatole France, de l'Académie française, Vie de Jeanne d'Arc, tome premier, chapitre XIII, XV, XVI, Paris, Calmann Lévy éditeurs.
- Eugène Cosneau, Le Connétable de Richemont (Arthur de Bretagne) 1393-1458, thèse 1888, Quimper, et Paris librairie Hachette et cie, 1896.
- Le Mystère du siège d'Orléans, publié par F Guessard et de Certain, MDCCCLX II, Johnson reprint corporation.
- Abbé de Garaby, Personnes marquantes nées dans les Côtes-du-Nord, annuaire de 1848, 42 à 45.
- M. Boucher de Molandon et de Beaucorps, L'Armée anglaise vaincue par Jeanne d'Arc sous les murs d'Orléans, dans les Mémoires de la société archéologique de l'Orléanais, t XXIII (1892), 673,986.
- M.Couffon de Kerdelec'h, Chevalerie bretonne, t II.
- Jules Lair, essai historique et topographique sur la bataille de Formigny, Paris et Bayeux, 1903, in 4°.
- J. Trévédy, ancien président du tribunal de Quimper, vice-président honoraire de la société archéologique du Finistère, Les Compagnons bretons de Jeanne d'Arc, Saint-Brieuc, imprimerie-lithographie René Prud'homme, 1897. Le connétable de Richemont (le duc de Bretagne Arthur III), Vannes, Lafolye et fils, Rennes, Plichon et Hervé, 1900.
- Les Bretons, compagnons de guerre du connétable de Richemont, Vannes, Lafolye frères éd, 1909, (extrait de la Revue morbihannaise), archives municipales de rennes. Présent aussi dans le Bulletin archéologique de l'Association bretonne, R. Prud'homme (Saint-Brieuc), 1848-1906, (collections,  (ISSN 1764-8084) – 37e congrès tenu à Saint-Brieuc du 21 au 28 juin 1896, bulletin 3e série, tome quinzième).
- Jules Quicherat, Procès de condamnation de Jeanne d'Arc dite la Pucelle, publié pour la première fois d'après les manuscrits de la bibliothèque royale, suivis des documents historiques qu'on a pu réunir et accompagnés de notes d'éclaircissement, t. IV, 170,171,180,181,316,317, Paris, imprimerie de Crapelet, Jules Renouard et cie, librairies de la société de l'histoire de France, Johnson reprint corporation.
- Léon Fleuriot, Les Origines de la Bretagne, l'émigration, Payot, Paris, 1980.
- B.Robidou, Jeanne d'Arc et les Bretons.
- Société polymathique du Morbihan, Jeanne d'Arc et Richemont.
- JP. Etcheverry, Arthur de Richemont, le justicier, précurseur, compagnon et successeur de Jeanne d'Arc, ou l'honneur d'être français, éd. France Empire.
- A.M Pitre-Chevalier, Histoire de Bretagne, La Bretagne ancienne et moderne, éd. par W.Coquebert, 1844, rééd. par les éd. du Choletais, Pierre Rabjeau éditeur, 1989.
- Pol Potier de Courcy, Nobiliaire et armorial de Bretagne, 1846, rééd. par l'imprimerie de la manutention, Mayenne, 1986.
- Frotier de la Messelière, Catalogue général des filiations bretonnes, famille de Kermoysan.
- Michael Jones, Recueil des actes de Jean IV, duc de Bretagne, université de Haute-Bretagne, Rennes-II, Institut armoricain de recherches économiques et humaines, librairie C. Klincksieck, Paris 1980. Recueil des actes de Charles de Blois et de Jeanne de Penthièvre, duc et duchesse de Bretagne, 1341-1364, suivi des actes de Jeanne de Penthièvre, 1364-1384, Presses universitaires de Rennes.
- Robert Guinot, Jean de Brosse, maréchal de France, compagnon de Jeanne d'Arc, librairie éditions Guénégaud, Paris, 2000.
- Marius Sepet, ancien élève pensionnaire de l'École des chartes, Jeanne d'Arc, Tours, Alfred Mame et fils, MDCCCLXXX .
- E. Fonssagrives, colonel d'infanterie, Jeanne d'Arc et Richemont, conférence donnée à la société polymathique du Morbihan le 20 mai 1920, Vannes, imprimerie Galles, Archives nationales. "La délivrance de Paris 13 avril 1436 ", in bulletins et mémoires de la société polymathique du Morbihan, 72, 1933.
- Philippe Contamine, La guerre au Moyen Âge, Presses universitaires de France, 5e édition corrigée 1999, collection « Nouvelle Clio, L'histoire et ses problèmes ».
- Jean Claude Colrat, L'Armorial du traité de Guérande (1381), édition Le Briquet, Amicale des collectionneurs de figurines historiques du Centre Loire, Hors série no 16.
- Jean Claude Colrat, Les Compagnons d'armes de Jehanne la Pucelle et du siège d'Orléans, édition Le Briquet, Amicale des collectionneurs de figurines historiques du Centre Loire, Hors série no 13 (3 tomes, A, B, C).
- M. Nardeau et O.de Kermoysan, Faculté de droit et des sciences économiques de Limoges, DES d'histoire du droit, Cellule d'anthropologie juridique, Un compagnon de Jeanne d'Arc originaire du Goelo, Tugdual de Kermoysan dit le bourgeois, dans Les Carnets du Goelo, Société d'études historiques et archéologiques du Goelo, no 10, sous la présidence de Yves de Sagazan, imprimerie Henry, Pédernec, 1994.
- P. Charpentier et Cuissard, journal du siège (d'Orléans).
- Juvénal des Ursins, Monstrelet, Vallet de Viriville, Histoire de Charles VII.
- La maison de Massy et ses pierres tombales (1080 - 1467), Jean de Garencière, Tugdual de Kermoisan, par G.Estournet, bulletin de la Société historique et archéologique de Corbeil, d'Étampes et du Hurepoix, 60e année, Paris 1954.
- Bibliothèque nationale, Clairambault, XXV, p. 1847. G.Demay, inventaire de sceaux, no 4994. De la Roque (Histoire d'Harcourt) II, 1117-1118.
- J.B Souchet, Histoire de Chartres, III, 380.
- G. Leroy, Histoire de Melun.
- Catalogue analytique de M. le baron de Jourvansault, publié en 1838, université d'Oxford.
- Œuvres inédites d'Eustache Deschamps (poète), publiées en 1849, imprimerie de Paul Dubois, New York Public Library, tome 5.
- Léon Puiseux, Siège et prise de Caen par les Anglais, épisode de la guerre de cent ans, Caen, Le Gost-Clérisse, 1858, bibliothèque universitaire de Caen, section droit-lettres, N RB II/3 134325 et 1401751.
- Dunstable in France, Andrew Wathey, Music and Letters, Vol 67 no 1, Vol.Music and letters. Université d'Oxford.
- Chronique de Mathieu d'Escouchy, Paris 1863 (1863-64), librairie Mme Ve J.Renouard
- Notes historiques sur la paroisse de Pluguffan, Paul Aveneau de La Grancière, 1896, réédition monographie des villes et villages de France, le livre d'histoire-Lorisse, Paris 2004 (collection dirigée par M.-G MICBERTH).
- Extrait des Mémoires de la Société archéologique et historique des Côtes-d'Armor, 1853 : montres de l'évêché de Tréguier en 1481 (Ordonnance du duc, pour faire mener les nobles et autres sujets aux armes, donné à Nantes, le sixième jour de mars l'an MIL IIIIC LXVI).
- Marcel Planiol, Histoire des Institutions de la Bretagne, tome 3e, la Bretagne ducale : le Gouvernement, l'Église, Finances - Justice, association pour la publication du manuscrit de Marcel Planiol, Mayenne, 1981.
- Joelle Quaghebeur : La Cornouaille du IXe au XIIe siècle, mémoire, pouvoirs, noblesse, Presses universitaires de Rennes, Société archéologique du Finistère.
- La Grande Encyclopédie, 1850-1905, tome 21, Janiçon-Lemos, Dreyfus-Camille, p. 487, Société anonyme de La Grande Encyclopédie, Paris, H.Lamirault et cie éditeurs.
- G. du Fresne de Beaucourt, Histoire de Charles VII, tome V "Le Roi victorieux 1449-1453", ouvrage honoré du grand prix, par l'Académie des Inscriptions et Belles-Lettres, Paris 1890, Alphonse Picard, libraire éditeur.
- Vies des grands capitaines français du Moyen Âge, tome IV Olivier de Clisson et tome VI Arthur de Richemont, connétable de France, par Alexandre Mazas, ancien officier d'état-major, collection du vicomte de Chaunac, lieutenant-colonel du 9e Dragons, Paris Eugène Devenne Éditeur, M DCCC XXVIII.
- Histoire militaire de Redon, J. Trevedy, Rennes, Caillère éditeur, 1893, p. 122 à 125.
- L'Armée en Bretagne au XVIIIe siècle, institution militaire et société civile au temps de l'intendance et des états, Stéphane Perréon, Presses universitaires de Rennes, collection Histoire.
- Dictionnaire bibliographique, La littérature française contemporaine 1827-1849, continuation de la France littéraire, par Félix Bourquelot, ancien élève de l'École des chartes, et Alfred Maury, sous-bibliothécaire de l'Institut, tome quatrième, p. 460, Paris, Delaroque Ainé, libraire, 1852.
- Annuaire de la Société de l'Histoire de France, année 1931, Paris, Librairie ancienne Honoré Champion, 1931, procès-verbal de la réunion du Conseil d'Administration de la Société de l'histoire de France tenue le 3 mars 1931 à l'École de chartes, sous la présidence de Geoffroy de Grandmaison.
- La Cornouaille du IXe au XIIe siècle, mémoire, pouvoirs, noblesse, par Joëlle Quaghebeur, 2e éd, Presses universitaires de Rennes, Société archéologique du Finistère, 1864, p. 89 à 91.
- Histoire de Louis XI - Œuvres de Charles Pinot-Duclos, 1820, publié par A.Belin.
- Histoire des rois et ducs de Bretagne - Prudence Guillaume Roujoux - nouvelle édition tome IV - Paris, Dufey éditeur 1839.
- Trésor des chartres de Bretagne, AD 44 E 133 (cote E 133), publiée par dom Morice.(Voyage du comte de Richemont en France en octobre 1424, documents médiévaux bretons).
- Archives de Bretagne, tome IV, Lettres et mandements de Jean V, duc de Bretagne, de 1402 à 1406 - Nantes, Société des bibliophiles bretons et de l'histoire de la Bretagne, M.DCCC.XIC.
- Vies des grands capitaines français du Moyen Âge, tome IV Olivier de Clisson et tome VI Arthur de Richemont, connétable de France, par Alexandre Mazas, ancien officier d'État Major, collection du Vicomte de Chaunac, lieutenant-colonel du 9e Dragons, Paris Eugène Devenne Éditeur, M DCCC XXVIII, bibliothèque nationale de France.
- Vies des saints de la Bretagne armorique, d’Albert Le Grand, édité par J.SALAUN, Quimper, 1901.
- Le siège et la prise de Caen par Charles VII en 1450, par V.Hunger, de la société des antiquaires de Normandie, Imprimerie de Champon et Pailhé (Paris), 1912, p. 58.
- Histoire généalogique de la Maison d'Harcourt, volume II, 1127, 1129, 1132,1637, imprimé à Paris, chez Sébastien Cramoisy, imprimeur ordinaire du Roy et de la Reyne,   MDCLXII, avec privilège du Roy, rue Saint-Jaques aux Cicognes.
- Œuvres de Robert Blondel, historien normand du XVe siècle, publiées d'après les manuscrits originaux conservés à la Bibliothèque nationale, Tome 2, p. 390 / avec introduction, notes, variantes et glossaire, par A. Héron - A. Lestringant (Rouen)-1891-1893.